# 川崎車輌OK形台車

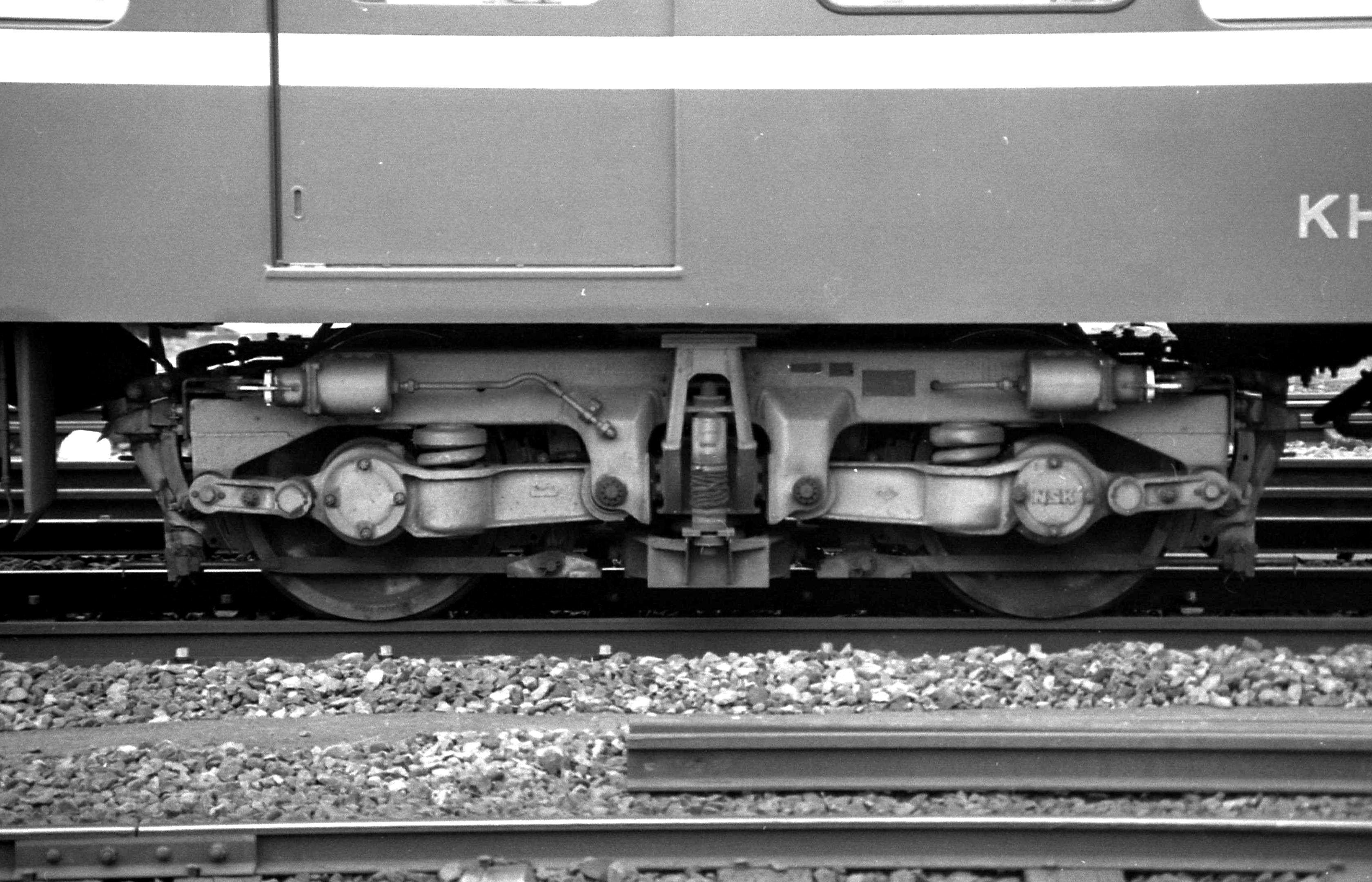
京急1000形電車 (初代)の
OK-18形台車

川崎車輌OK形台車（かわさきしゃりょうOKがただいしゃ）は、川崎車輌（当時）が開発した鉄道車両用軸梁式台車の総称である。本項では1948年（昭和23年）に試作されたOK-1から1964年（昭和39年）に設計されたOK-25BまでのOK形軸梁式台車全形式について取り扱う。

## 概説
1946年（昭和21年）に鉄道技術研究所や台車メーカー各社が参加して設立された、「高速台車振動研究会」の研究成果を受けて各社が開発した新型台車シリーズの一つであり、設計部長を務めた岡村馨技師を中心とする川崎車輌の設計チームによって開発された。
その形式名に冠されたOKは岡村技師の姓（Okamura）とメーカー名である「川崎」（Kawasaki）のそれぞれのイニシャルを組み合わせたものである。

### 構造
軸箱の上下動を案内するペデスタルを廃止し、軸箱と一体となったスイングアーム式支持梁の根元（支点）に可動ピンを取り付け、それを介して側枠と結合する軸梁式台車の一種である。ペデスタルを持たないため摺動部が無く、また横動に対して剛い軸箱支持機構を備えるため、蛇行動に強く直進安定性に優れるというメリットがある。
もっとも、軸梁式は直進安定性に優れる反面、急曲線通過性能にやや難があり、軸ばねの伸縮により軸箱がピンを中心に上下方向に円弧運動を行うため、軸箱が荷重により軌道面に対して次第に傾いてゆく性質（アクスルステア）があり、軸箱設計、特に軸受に用いる潤滑油の潤滑については特に配慮を要した。また、軸箱が円弧運動を行う関係上、軸距が荷重によりわずかながら変化することから、曲線通過時の走行特性が一定しないことを敬遠する鉄道会社もあった。加えて、軸ばねへのオイルダンパー取り付け（位置）に制約があったため、軸箱部の可動ピンと反対側に側枠両端から2段リンクを接続し、その摩擦力で上下動を抑制（減衰）させる設計が採用されたが、高速走行時に小刻みなピッチング現象が発生しやすいという特性は完全には解消出来なかった。
このため、高速走行時の優れた直進安定性は高く評価されたものの、乗り心地の点ではペデスタルを備える軸ばね式台車などと比較して特に優位性を謳えるレベルにはなく、川崎車輌製軸梁式台車は1964年（昭和39年）設計の山陽電気鉄道3000系電車向けOK-25Bで一旦幕を閉じ、川崎重工業への統合後の1986年（昭和61年）、京阪6000系電車向けのKW-66で新構想に基づく軸梁式台車の開発が再開されるまで、実に22年ものブランクを挟むこととなった。

## 形式
- OK-1：1948年（昭和23年）に国鉄モハ63形用として試作された、第1号機。枕ばねは重ね板ばねで、側枠・軸梁部共に試行錯誤の跡が色濃い。
- OK-2：1949年（昭和24年）に試作され、国鉄オロ41 6に装着されて現車試験が実施された。OK-1では軸箱直上に各1本ずつ置かれていた軸ばねを、ウィングばねのように軸箱の前後に各1本ずつ置くようなレイアウトに変更し、乗り心地の改善を図ったモデルである。側枠そのものの構造もOK-1よりも格段に洗練されており、すっきりした印象の外観となった。
- OK-3：同じく1949年（昭和24年）に試作され、川崎車輌と縁の深い山陽電気鉄道へ納入され、820形第2次車である、830 - 831編成に装着された。OK-1の軸箱部とOK-2の側枠を組み合わせたような形状で、完成後、使用実績に応じて様々な小改良が実施され、その後の各形式に貴重なデータや、設計ノウハウを提供した。830のものについては1969年（昭和44年）に829号のボールドウィン形イコライザー台車と交換されたが、831については1973年（昭和48年）の廃車までそのまま装着された。なお、これらの内1台は現在も山陽電気鉄道東二見車庫にて、1台は川崎車輌の後身である川崎重工業にて、それぞれ保存されている。
- OK-4(DT29)：OK-3を更に発展させたタイプで、側枠の左右端からリンクを各軸箱に接続して上下動を抑止する構造に改良された。本台車は試作大出力電動機であるMT901を吊り掛け式で装架の上でクモヤ93000に装着され、175 km/hの狭軌世界最高速度記録（当時）を記録した。
- OK-5：南海電気鉄道クハ2801形2810・2811に装着された。
- OK-6：1952年（昭和27年）製造。枕ばねがオイルダンパー併用のコイルばねに変更された。東急クハ3850形に装着された。
- OK-7：1952年（昭和27年）製造。
- OK-8・8A - C：1953年（昭和28年）から1958年（昭和33年）にかけ、京急600形電車 (初代)用として、使用実績に応じて改良を加えつつ製造された。
- OK-9A・B：西鉄北九州線1000形用として設計。9Aは両端の動力台車、9Bは連接部の付随台車である。北九州線初の連接車である川崎車輌製1001 - 1010ABに装着された。軸梁の形状を工夫し、軸ばねの高さを抑えた独特のデザインで、以後西日本鉄道に納入された川崎車輌製連接車各形式に装着された台車の基本となった。
- OK-10A - D：西鉄福岡市内線1001形用として設計。、それぞれ10A・10Cは両端の動力台車、10B・10Dは連接部の付随台車である。先行する北九州線1000形用OK-9とほぼ同型であるが、吊り掛け式の駆動装置と45 kW級の大出力電動機を装架するOK-9に対し、こちらは中空軸平行カルダン式の駆動装置と38 kW級の主電動機を装架するため、主電動機支持架やトランサム周辺の設計が相違する。10A・Bが1954年（昭和29年）、10C・Dが1957年（昭和32年）に製造されたグループに装着された。
- OK-11：営団地下鉄銀座線1500形1572 - 1574用として製造。
- OK-12A - F：OK-9A・Bと同様、西鉄北九州線1000形用。1954年（昭和29年）製の1011ABより採用が始まり、1955年（昭和30年）、1958年（昭和33年）と増備の度に前回までの使用実績を反映した改良が実施され、2形式ずつ新たなサフィックスを追加された。3グループ6形式が製造された。
- OK-14：1955年（昭和30年）に土佐電気鉄道200形電車用として製造。
- OK-15・15A・15B：1955年（昭和30年）より山陽電気鉄道2000系電車の2000形用として製造。高速電車用量産台車としての設計はここでほぼ確立された。
- OK-16：営団地下鉄丸ノ内線400形450 - 452用として製造。
- OK-17：小田急電鉄サハ1750形およびクハ1950形用として製造。小田急での採用はこれ1例のみに留まった。
- OK-18・18A - I・18EM・18ET・18L・18M：京浜急行電鉄のデハ700・750・730・780形およびデハ800・1000形（いずれも初代）など、初期のカルダン駆動車に装着されたモデル。左右端から比較的長いリンクを軸箱に接続してあり、上揺れ枕が左右に突き出して側受を支え、その直下にオイルダンパーを置く特徴的な外観の枕ばね部を備える。サフィックスは主に装架される主電動機のメーカー・形式で区分されている。なお、OK-18系はOK形台車の最多量産グループでその数は予備を含め125両分に達した[3]が、1000形廃車時にはOK台車装着車から優先して淘汰が実施されている[4]。
- OK-19A・19B：西鉄北方線331形用として製造。19Bが両端の付随台車、19Aが中間の主電動機搭載連接台車で、川崎車輌が製造を担当した331AB・332ABの2編成のみに装着された。
- OK-20：1958年（昭和33年）に川崎初の空気ばね台車として試作されたもの。山陽電気鉄道2700系電車の2701（制御車）に装着され、1959年（昭和34年）から1962年（昭和37年）まで長期試験を実施した。軸ばねに適切な減衰作用を付与するのが難しい軸梁式であったためか、大径の枕ばねのみならず軸箱の前後に置かれた軸ばねに至るまで、全てのばねを空気ばね化した野心作であり、前後から牽引するボルスタアンカーの構造にも特徴があった。
- OK-21・21A - D：OK-15をベースにボルスタアンカーを追加したモデル。これに伴い、揺れ枕側面の中央に取り付けられていたオイルダンパーをオフセットさせ、干渉を回避する設計であった。山陽電気鉄道の2500形と3000系第1次車（アルミ車）に装着された。
- OK-22：OK-20の成果を受けて1959年（昭和34年）に試作された空気ばね台車。京急1000形電車（初代）デハ1019・1020に装着された[5]。
- OK-23・24：同じくOK-20形の成果を受けて開発された空気ばね台車。枕ばねのみを空気ばねとしてボルスタアンカーを備える。OK形台車の一つの完成形であり、OK-23はスキン・ステンレス車体の試作車であった山陽電気鉄道2500に装着され、OK-24は追加試作された同じくスキン・ステンレス車の山陽電気鉄道2010・2011に装着された。共に1989年（平成元年）の廃車まで好評裏に使用され続けており、山陽電気鉄道側の評価も非常に高かった[6]ことが知られている。
- OK-25・25A・25B：新設計としては最後のOK形台車。基本的な構造はOK-21に準ずる。枕ばねはオイルダンパー併用のコイルばねで、揺れ枕にはボルスタアンカーが装着されている。山陽電気鉄道2000・3000系（第1次車）の電動車に装着された。3000系用の一部は制御車に転用の上、現在も営業運転に使用されている。

## 採用された車両
- 日本国有鉄道
  - クモヤ93000
- 京浜急行電鉄
  - 初代デハ600形・クハ650形・デハ730形・780形・初代デハ1000形
- 山陽電気鉄道
  - 820形・2000系・3000系
- 西日本鉄道
  - 1000形・331形